# Team America (fútbol)
El Team America fue un equipo de fútbol ubicado en Washington D. C. (Estados Unidos), que jugó en la North American Soccer League en 1983. El club representaba a la selección de fútbol de los Estados Unidos, con el objetivo de prepararse para el torneo de fútbol de los Juegos Olímpicos de Los Ángeles 1984.
Si bien fue un intento para reflotar la NASL y desarrollar el fútbol estadounidense en un torneo cuyas figuras eran extranjeros, el Team America terminó último en la temporada 1983 y desapareció ese mismo año.

## Historia
Los orígenes de Team America se encuentran en la llegada de Howard Samuels como comisionado de la NASL, el 25 de junio de 1982. La liga atravesaba serios problemas después de perder su contrato de televisión, y muchos de sus clubes habían desaparecido por problemas económicos y falta de espectadores. Para solucionar esa crisis, Samuels quiso enfocar la competición a deportistas estadounidenses para atraer al público nacional, y propuso a la Federación de Fútbol que la selección de los Estados Unidos jugase en la NASL con una franquicia ubicada en la capital, Washington D. C.. Su nombre, «Team America», estaba inspirado en un combinado de estrellas de la NASL que jugó en 1976 con esa denominación.
La Federación aceptó porque suponía una preparación para el torneo de fútbol de los Juegos Olímpicos de Los Ángeles 1984. El propietario de la franquicia, Robert Lifton, trabajó en colaboración con Howard Samuels para desarrollar el proyecto. Sin embargo, muchos internacionales estadounidenses —Ricky Davis y Jimmy McAllister entre otros— se negaron a dejar sus clubes para ingresar en el Team America, así que el plantel se completó con jugadores procedentes de ligas menores, universitarias e incluso del campeonato de fútbol indoor. Tales fueron los problemas que resultó necesario incluiir nacionalizados para aportar calidad al grupo, como el inglés Alan Green o el ecuatoriano Hernan «Chico» Borja.
Team America debutó en la temporada 1983 con el seleccionador Alketas Panagoulias como entrenador, y con Arnie Mausser y Perry Van der Beck como mayores estrellas. A pesar de un buen debut, el equipo perdió 15 de sus últimos 17 partidos y terminó en última posición. Al estadio solo acudía una media de 11.000 espectadores, y Lifton y Samuels comenzaron a impacientarse porque la propuesta no funcionaba. Finalmente, la Federación de Fútbol rechazó continuar el proyecto en 1984 por problemas económicos, así que la NASL canceló la franquicia.
Washington D. C. no contaría con otro equipo de fútbol profesional hasta la creación de la Major League Soccer y el nacimiento de D.C. United en 1996.

## Estadio
El estadio donde Team America jugaba sus partidos como local fue Robert F. Kennedy Memorial Stadium, con capacidad para 56.000 espectadores y césped natural. El terreno de juego fue utilizado por el anterior club de la ciudad, los Washington Diplomats, y fue la sede del equipo de fútbol americano Washington Redskins hasta 1996.
La cancha fue una de las sedes del Mundial de fútbol de Estados Unidos 1994, y actualmente es utilizado por el D.C. United de la Major League Soccer.

## Equipo
El Team America solo disputó la temporada en 1983 con una plantilla de internacionales estadounidenses, algunos de los cuales eran extranjeros nacionalizados.

## Estadísticas en la NASL
| Temporada | PJ | PG | PE | PP | GF | GC | DIF | PTS | Posición            | Postemporada |
| --------- | -- | -- | -- | -- | -- | -- | --- | --- | ------------------- | ------------ |
| 1983      | 20 | 10 | 0  | 20 | 33 | 54 | -21 | 79  | 4º División del Sur | -            |

PJ = Partidos Jugados; PG = Partidos Ganados; PE = Partidos Empatados; PP = Partidos Perdidos; GF = Goles a Favor; GC = Goles en Contra; PTS = Puntos